# Frank Patterson (Komponist)
Franklin Peale Patterson (* 5. Januar 1871 in Philadelphia; † 6. Juli 1966 in New Rochelle) war ein US-amerikanischer Komponist.
Patterson ist Autor eines Buches über die Leitmotive in Richard Wagners Ring des Nibelungen und verfasste und komponierte die Oper The Echo. Sie erschien 1922 bei G. Schirmer in New York und wurde 1925 in Portland uraufgeführt.